# Hettema (borg)
Hettema (ook Hettemaheerd) was een borg in Jukwerd in de Nederlandse provincie Groningen.
De borg wordt voor het eerst in 1459 genoemd en is dan in bezit van Johan Rengers. Van de borg is verder weinig bekend. Later heeft er een boerderij gestaan, die ook Hettemaheerd werd genoemd. Op het terrein van deze boerderij, afgebrand in 1973, zijn resten van de fundering van een steenhuis gevonden.